# Greg Welch
Greg Welch (* 1. Januar 1966 in Campsie/Sydney als  Gregory John Welch) ist ein ehemaliger australischer Duathlet und Triathlet. Er ist mehrfacher Weltmeister (1990, 1993 und 1996) und Sieger der Ironman World Championships (1994).

## Werdegang
Er zählte zu den besten Triathleten der 1990er-Jahre und gewann auch den „Grand Slam“, bestehend aus Olympic Distance Triathlon World Championships (1990), Duathlon World Championships (1993), Ironman World Championship (1994) sowie den Long Course Triathlon World Championships (1996).

### Weltmeister Triathlon Kurzdistanz 1990
Im September 1990 wurde Greg Welch in Orlando (Florida) ITU-Triathlon-Weltmeister auf der Kurzdistanz (1,5 km Schwimmen, 40 km Radfahren und 10 km Laufen).
1993 konnte er in Dallas bei der vierten Austragung einer Duathlon-Weltmeisterschaft als erster Australier diesen Titel für sich behaupten.

### Sieger Ironman Hawaii 1994
Der Australier Greg Welch konnte nach 8:20:27 h am 15. Oktober 1994 als erster Nicht-US-Amerikaner die 18. Austragung des Ironman Hawaii gewinnen.
Er wurde trainiert von Brett Sutton.
Im September 1996 wurde er ITU-Weltmeister auf der Triathlon-Langdistanz. Im Frühjahr 1997 wurde im Rahmen einer Routineuntersuchung die Bluterkrankung Hämochromatose festgestellt, die ihn zu einer Pause zwang. Im November wurde er in Perth (Australien) Dritter bei der ITU-Triathlon-Weltmeisterschaft auf der Kurzdistanz.
Im Mai 1999 wurde er Dritter bei der Ozeanischen Triathlon-Meisterschaft. Ende des Jahres musste er seine Profi-Karriere beenden, nachdem bei ihm eine Herzrhythmusstörung (Ventrikuläre Tachykardie) festgestellt worden war.
Greg Welch ist verheiratet mit der ehemaligen Profi-Triathletin Sian Welch (* 1966) und lebt mit ihr sowie den beiden Töchtern in San Diego. Er trainierte verschiedene Athleten, wie auch die ehemalige australische Triathletin Kate Major. Welch arbeitet als Berater, Coach und Sprecher für die World Triathlon Corporation (ITU).

## Auszeichnungen
- 2004 wurde er vom Veranstalter des Ironman Hawaii als dessen erster nicht-amerikanischer Sieger in die Ironman Hall of Fame aufgenommen.[5]
- Greg Welch wurde von der International Triathlon Union (ITU) im Jahr 2014 als Anerkennung für seine sportlichen Leistungen auch in deren Hall of Fame aufgenommen.[6]

## Sportliche Erfolge
| Datum/Jahr    | Rang | Wettbewerb                          | Austragungsort | Zeit     | Bemerkung                                                                   |
| ------------- | ---- | ----------------------------------- | -------------- | -------- | --------------------------------------------------------------------------- |
| 26. Juni 1999 | 1    | ITU Triathlon World Cup             | Hawaii (Insel) | 02:03:15 |                                                                             |
| 9. Mai 1999   | 3    | OTU Triathlon Oceania Championships | Mooloolaba     | 01:55:10 | Dritter bei der Ozeanischen Triathlon-Meisterschaft                         |
| 16. Nov. 1997 | 6    | ITU Triathlon World Championships   | Perth          | 01:49:55 | ITU-Triathlon-Weltmeisterschaft auf der Kurzdistanz, hinter Chris McCormack |
| 1997          | 1    | Laguna Phuket Triathlon             | Phuket         | 02:28:15 |                                                                             |
| 1995          | 1    | St. Croix Triathlon                 | Saint Croix    |          |                                                                             |
| 1992          | 1    | Escape from Alcatraz Triathlon      | San Francisco  |          |                                                                             |
| 7. Juli 1991  | 1    | Chicago Triathlon                   | Chicago        | 01:42:19 | [ 7 ]                                                                       |
| 15. Sep. 1990 | 1    | ITU Triathlon World Championships   | Orlando        | 01:51:36 | ITU-Triathlon-Weltmeister auf der Kurzdistanz                               |
| 6. Aug. 1989  | 38   | ITU Triathlon World Championships   | Avignon        | 02:07:30 | ITU-Triathlon-Weltmeisterschaft auf der Kurzdistanz                         |

| Datum/Jahr    | Rang | Wettbewerb                                      | Austragungsort | Zeit     | Bemerkung                                                                           |
| ------------- | ---- | ----------------------------------------------- | -------------- | -------- | ----------------------------------------------------------------------------------- |
| 23. Okt. 1999 | 11   | Ironman Hawaii                                  | Hawaii         | 08:40:50 |                                                                                     |
| 26. Okt. 1996 | 3    | Ironman Hawaii                                  | Hawaii         | 08:18:57 |                                                                                     |
| 7. Sep. 1996  | 1    | ITU Long Distance Triathlon World Championships | Muncie         | 03:47:05 | Triathlon-Weltmeister auf der Langdistanz                                           |
| 7. Okt. 1995  | 4    | Ironman Hawaii                                  | Hawaii         | 08:29:14 |                                                                                     |
| 15. Okt. 1994 | 1    | Ironman Hawaii                                  | Hawaii         | 08:20:27 | Welch konnte als erster „Nicht-Amerikaner“ die Ironman World Championship gewinnen. |
| 1992          | 6    | Ironman Hawaii                                  | Hawaii         | 08:26:53 |                                                                                     |
| Okt. 1991     | 2    | Ironman Hawaii                                  | Hawaii         | 08:24:34 |                                                                                     |
| 4. Okt. 1990  | 5    | Ironman Hawaii                                  | Hawaii         | 08:46:07 |                                                                                     |
| 14. Okt. 1989 | 3    | Ironman Hawaii                                  | Hawaii         | 8:32:16  |                                                                                     |
| 28. März 1987 | 3    | Ironman Australia                               | Port Macquarie | 10:06:33 |                                                                                     |

| Datum/Jahr | Rang | Wettbewerb                       | Austragungsort | Zeit | Bemerkung            |
| ---------- | ---- | -------------------------------- | -------------- | ---- | -------------------- |
| 1993       | 1    | ITU Duathlon World Championships | Dallas         |      | Duathlon-Weltmeister |

(DNF – Did Not Finish)